# 약사중학교
약사중학교(藥泗中學校)는 대한민국 울산광역시 중구 약사동에 위치한 공립 중학교이다.

## 학교 연혁
- 1979년 3월 5일 : 난곡여자중학교 개교(7학급)
- 1979년 9월 20일 : 울산광역시 중구 반구동 50번지에서 현 위치로 이전
- 1981년 6월 8일 : 울산동여자중학교로 교명 변경
- 1982년 2월 12일 : 제1회 졸업식(415명)
- 2014년 3월 1일 : 약사중학교로 교명 변경
- 2022년 3월 1일 : 제19대 김종팔 교장 취임
- 2025년 1월 13일 : 제44회 졸업식(114명, 총 17,636명)
- 2025년 3월 4일 : 제47회 입학식(120명)

## 참고 자료
- 약사중학교 - 한국교육학술정보원 학교알리미